# Блокчейн
Блокче́йн (англ. blockchain, изначально block chain — цепь из блоков) — выстроенная по определённым правилам непрерывная последовательная цепочка блоков (связный список), содержащих какую-либо информацию. Связь между блоками обеспечивается не только нумерацией, но и тем, что каждый блок содержит свою собственную хеш-сумму и хеш-сумму предыдущего блока. Изменение любой информации в блоке изменит его хеш-сумму. Чтобы соответствовать правилам построения цепочки, изменения хеш-суммы нужно будет записать в следующий блок, что вызовет изменения уже его собственной хеш-суммы. При этом предыдущие блоки не затрагиваются. Если изменяемый блок последний в цепочке, то внесение изменений может не потребовать существенных усилий. Но если после изменяемого блока уже сформировано продолжение, то изменение может оказаться крайне трудоёмким процессом. Дело в том, что обычно копии цепочек блоков хранятся на множестве разных компьютеров независимо друг от друга.
Впервые термин появился как название полностью реплицированной распределённой базы данных, реализованной в системе «Биткойн», из-за чего блокчейн часто отождествляют с реестром транзакций в различных криптовалютах. Однако технология цепочек блоков может быть распространена на любые взаимосвязанные информационные блоки. Появившаяся в октябре 2008 года система Биткойн стала первым применением технологии блокчейн.
В настоящее время блокчейн-технологии находят применение в таких областях, как финансовые операции, идентификация пользователей или создание технологий кибербезопасности, а также актуальны для банковских учреждений и государственных организаций.

## История
Впервые протокол, подобный блокчейну, предложил американский криптограф Дэвид Чаум в своей диссертации 1982 года «Компьютерные системы, созданные, поддерживаемые и пользующиеся доверием взаимно подозрительных групп» (англ. Computer Systems Established, Maintained, and Trusted by Mutually Suspicious Groups). Далее, С.Хабер и У. Скотт Сторнетта в 1991 году в своей работе описали криптографически защищённую цепочку блоков. Математики преследовали цель внедрить систему, в которой временны́е метки документов нельзя было бы подделать. В 1992 году Хабер, Сторнетта и Дейв Бейер включили в свою технологию дерево хешей, что повысило её эффективность, позволив собирать несколько сертификатов документов в один блок. Поняв коммерческий потенциал разрабатываемой технологии, исследователи создали сервис временны́х меток под названием Surety, чтобы привести свою схему в действие. Хэши сертификатов документов Surety с 1995 года еженедельно публикуются в New York Times.
В 2008 году разработчик под псевдонимом Сатоси Накамото (реальная личность остаётся неизвестной, возможно, что под этим ником работала группа) предложил общий алгоритм системы биткойн, ключевым элементом которой была система из непрерывной последовательной цепочки блоков информации, названной blockchain. Принципиальным отличием от всех предыдущих вариантов подобных технологий (в том числе Hashcash) стало объединение цепного хэша с формальным механизмом выработки консенсуса о корректности очередного блока, что позволило во всей системе отказаться от необходимости верификации информации доверенным агентом (администратором) и система в целом стала децентрализованной.
В 2009 году была запущена первая версия криптовалюты биткойн с реализацией децентрализованного блокчейна, который обеспечивает хранение всех транзакций в системе.

## Реализация в системе Биткойн

### Блок транзакций
Блок транзакций — специальная структура для записи группы транзакций в системе Биткойн и аналогичных ей. Транзакция считается завершённой и достоверной («подтверждённой»), когда проверены её формат и подписи, и когда сама транзакция объединена в группу с несколькими другими и записана в специальную структуру — блок. Содержимое блоков может быть проверено, так как каждый блок содержит информацию о предыдущем блоке. Все блоки выстроены в одну цепочку, которая содержит информацию обо всех совершённых когда-либо операциях в базе. Самый первый блок в цепочке — первичный блок (англ. genesis block) — рассматривается как отдельный случай, так как у него отсутствует родительский блок.
Блок состоит из заголовка и списка транзакций. Заголовок блока включает в себя свой хеш, хеш предыдущего блока, хеши транзакций и дополнительную служебную информацию. В системе Биткойн первой транзакцией в блоке всегда указывается получение комиссии, которая станет наградой майнеру за созданный блок. Далее идёт список транзакций, сформированный из очереди транзакций, ещё не записанных в предыдущие блоки. Критерий отбора из очереди задаёт майнер самостоятельно. Это не обязательно должна быть хронология по времени. Например, могут включаться только операции с высокой комиссией или с участием заданного списка адресов. Для транзакций в блоке используется древовидное хеширование, аналогичное формированию хеш-суммы для файла в протоколе BitTorrent. Транзакции, кроме начисления комиссии за создание блока, содержат внутри параметра input ссылку на транзакцию с предыдущим состоянием данных (в системе Биткойн, например, даётся ссылка на ту транзакцию, по которой были получены расходуемые биткойны). Операции по передаче майнеру комиссии за создание блока не имеют «входных» транзакций, поэтому в данном параметре может указываться любая информация (для них это поле носит название англ. Coinbase parameter).
Создать новый блок может любой участник в любой момент. Но если это будет легко сделать, то не будет препятствий для изменения некоторого количества ранее созданных блоков, что будет приводить к неопределённости, какой из блоков считать истинным. Кроме того, за создание блока система выплачивает вознаграждение «новыми» биткойнами, эмиссия которых не должна быть массовой и хаотичной по времени. Чтобы создание нового блока требовало некоторого времени в системе Биткойн и многих других используется доказательство выполнения работы — правильным считается не любой блок заданной структуры, а только тот, у которого числовое значение хеша не превышает целевого числа, величина которого периодически корректируется. Если хеш не удовлетворяет условию, то в заголовке изменяется параметр nonce и хеш пересчитывается. Результат хеширования функцией SHA-256 считается необратимым — кроме случайного или полного перебора неизвестен алгоритм прямого определения такого параметра nonce, чтобы хеширование блока дало нужный результат. Когда вариант найден, узел рассылает полученный блок другим подключённым узлам, которые проверяют блок. Если ошибок нет, то блок считается добавленным в цепочку и следующий блок должен включить в себя его хеш.
Обычно (статистически) требуется большое количество пересчётов, на что затрачивается значительное время. Величина целевого числа, с которым сравнивается хеш, в системе Биткойн корректируется через каждые 2016 блоков таким образом, чтобы вся сеть на поиск нового блока тратила в среднем 10 минут. Если очередные 2016 блоков сформированы быстрее 20160 минут, то целевое число немного уменьшается и получить удовлетворяющий ему хеш подбором параметра nonce становится труднее; если медленнее - целевое число увеличивается. Изменение сложности вычислений не влияет на надёжность сети Биткойн и требуется лишь для того, чтобы система генерировала блоки почти с постоянной скоростью, не зависящей от вычислительной мощности участников сети.
Механизм доказательства выполнения работы очень энергозатратен и приводит к концентрации процесса создания блоков исключительно среди владельцев огромных вычислительных мощностей. В ряде других криптовалют были реализованы альтернативные алгоритмы (доказательство доли владения, доказательство активности), которые также препятствуют изменению ранее сформированных блоков, но не требуют столь большого объёма вычислений.

### Цепочка блоков
Блоки одновременно формируются множеством «майнеров». Удовлетворяющие критериям блоки отправляются в сеть, включаясь во все репликации распределённой базы блоков. Регулярно возникают ситуации, когда несколько новых блоков в разных частях распределённой сети называют предыдущим один и тот же блок, то есть цепочка блоков может ветвиться. Специально или случайно можно ограничить ретрансляцию информации о новых блоках (например, одна из цепочек может развиваться в рамках локальной сети). В этом случае возможно параллельное наращивание различных ветвей. В каждом из новых блоков могут встречаться как одинаковые транзакции, так и разные, вошедшие только в один из них. Когда ретрансляция блоков возобновляется, майнеры начинают считать главной цепочку с учётом уровня сложности хеша и длины цепочки. При равенстве сложности и длины предпочтение отдаётся той цепочке, конечный блок которой появился раньше. Транзакции, вошедшие только в отвергнутую ветку (в том числе по выплате вознаграждения), теряют статус подтверждённых. Если это транзакция по передаче биткойнов, то она будет поставлена в очередь и затем включена в очередной блок. Транзакции получения вознаграждения за создание отсечённых блоков не дублируются в другой ветке, то есть «лишние» биткойны, выплаченные за формирование отсечённых блоков, не получают дальнейших подтверждений и «утрачиваются».
Таким образом, цепочка блоков содержит историю владения, с которой можно ознакомиться, например, на специализированных сайтах.
Блокчейн формируется как непрерывно растущая цепочка блоков с записями обо всех транзакциях. Копии базы или её части одновременно хранятся на множестве компьютеров и синхронизируются согласно формальным правилам построения цепочки блоков. Информация в блоках не шифрована и доступна в открытом виде, но отсутствие изменений удостоверяется криптографически через хеш-цепочки (элемент цифровой подписи).
База публично хранит в незашифрованном виде информацию о всех транзакциях, подписываемых с помощью асимметричного шифрования. Для предотвращения многократной траты одной и той же суммы используются метки времени, реализованные путём разбиения БД на цепочку специальных блоков, каждый из которых, в числе прочего, содержит в себе хеш предыдущего блока и свой порядковый номер. Каждый новый блок осуществляет подтверждение транзакций, информацию о которых содержит и дополнительное подтверждение транзакций во всех предыдущих блоках цепочки. Изменять информацию в блоке, который находится в цепи, не практично, так как в таком случае пришлось бы редактировать информацию во всех последующих блоках. Благодаря этому успешная double-spending атака (повторная трата ранее израсходованных средств) на практике крайне маловероятна.
Чаще всего умышленное изменение информации в любой из копий базы или даже в достаточно большом количестве копий не будет признано истинным, так как не будет соответствовать правилам. Некоторые изменения могут быть приняты, если будут внесены во все копии базы (например, удаление нескольких последних блоков из-за ошибки в их формировании).
Для более наглядного объяснения механизма работы платёжной системы Сатоси Накамото ввёл понятие «цифровая монета», определив его как цепочку цифровых подписей. В отличие от стандартизированных номиналов обычных монет, каждая «цифровая монета» имеет свой собственный номинал. Каждому биткойн-адресу может сопоставляться любое количество «цифровых монет». При помощи транзакций их можно делить и объединять, при этом сохраняется общая сумма их номиналов за вычетом комиссии.
До версии 0.8.0 для хранения цепочки блоков основной клиент использовал Berkeley DB, начиная с версии 0.8.0 разработчики перешли на LevelDB.

#### Подтверждение транзакций
Пока транзакция не включена в блок, система считает, что количество биткойнов на некоем адресе остаётся неизменным. В это время есть техническая возможность оформить несколько разных транзакций по передаче с одного адреса одних и тех же биткойнов разным получателям. Но как только одна из подобных транзакций будет включена в блок, остальные транзакции с этими же биткойнами система будет уже игнорировать. Например, если в блок будет включена более поздняя транзакция, то более ранняя будет считаться ошибочной. Есть небольшая вероятность, что при ветвлении две подобные транзакции попадут в блоки разных ветвей. Каждая из них будет считаться правильной, лишь при отмирании ветви одна из транзакций станет считаться ошибочной. При этом не будет иметь значения время совершения операции.
Таким образом, попадание транзакции в блок является подтверждением её достоверности вне зависимости от наличия других транзакций с теми же биткойнами. Каждый новый блок считается дополнительным «подтверждением» транзакций из предыдущих блоков. Если в цепочке 3 блока, то транзакции из последнего блока будут подтверждены 1 раз, а помещённые в первый блок будут иметь 3 подтверждения. Достаточно дождаться нескольких подтверждений, чтобы вероятность отмены транзакции стала очень низкой.
Для уменьшения влияния подобных ситуаций на сеть существуют ограничения на распоряжение только что полученными биткойнами. Согласно сервису blockchain.info, до мая 2015 года максимальная длина отвергнутых цепочек была 5 блоков. Необходимое число подтверждений для разблокирования полученного зависит от программы-клиента либо от указаний принимающей стороны. Клиент «Bitcoin-qt» для отправки не требует наличия подтверждений, но у большинства получателей по умолчанию выставлено требование 6 подтверждений, то есть реально воспользоваться полученным обычно можно через час. Различные онлайн-сервисы часто устанавливают свой порог подтверждений.
Биткойны, полученные за создание блока, протокол разрешает использовать после 100 подтверждений, но стандартная программа-клиент показывает комиссию через 120 подтверждений, то есть обычно воспользоваться комиссией можно примерно через 20 часов после её начисления.

#### «Двойное расходование»
Механизм доказательства выполнения работы имеет специфическую уязвимость: если контролировать более 50 % суммарной вычислительной мощности сети, то существует теоретическая возможность при любом пороге подтверждений одни и те же биткойны передать два раза разным получателям — одна из транзакций будет публичной и подтверждаться в общем порядке, а вторая не будет афишироваться, её подтверждения будут происходить блоками скрытой параллельной ветви. Лишь через некоторое время сеть получит сведения о второй транзакции, она станет подтверждённой, а первая утратит подтверждения и будет игнорироваться. В результате не произойдёт удвоения биткойнов, но изменится их текущий владелец, при этом первый получатель утратит биткойны без каких-либо компенсаций.
Открытость цепочки блоков позволяет внести в произвольный блок изменения. Но тогда потребуется пересчёт хеша не только изменённого блока, но и всех последующих. Фактически, для такой операции потребуется мощность не меньше той, которая была использована для создания изменённого и последующих блоков (то есть всей текущей мощности), что делает такую возможность крайне маловероятной.
На 1 декабря 2013 года суммарная мощность сети превысила 6000 THash/s. С начала 2014 года объединение майнеров (пул) Ghash.io длительное время контролирует свыше 40 % суммарной мощности сети «Биткойн», а в начале июня 2014 года в нём кратковременно концентрировалось более 50 % мощности сети.
Двойное расходование биткойнов на практике не было зафиксировано ни разу. На май 2015 года параллельные цепочки никогда не превышали 5 блоков.
Для других механизмов определения права на формирование нового блока, не связанных с вычислительной мощностью, существуют иные уязвимости, потенциально приводящие к двойной трате.

### Сложность
За требование к хешам блоков отвечает специальный параметр, называемый «сложность».
Так как вычислительные мощности сети непостоянны, этот параметр пересчитывается клиентами сети через каждые 2016 блоков таким образом, чтобы поддерживать среднюю скорость формирования блокчейна на уровне 2016 блоков за 20160 минут (14 дней). Таким образом, 1 блок должен создаваться примерно раз в десять минут. На практике рост вычислительной мощности сети приводит к уменьшению среднего времени формирования блока, а когда суммарная мощность снижается — к увеличению времени на блок.
Перерасчёт сложности с привязкой ко времени возможен благодаря наличию в заголовках блоков времени их создания. Оно записывается в Unix-формате по системным часам автора блока (если блок создаётся в пуле, то по системным часам сервера этого пула).

## Проблемы и возможные пути их решения
Являясь технологией построения массово-распределённых баз данных, блокчейн испытывает ряд специфических проблем, которые затрудняют его использование. Среди этих проблем можно назвать следующие:
- постоянный рост размера файлов блокчейна[30]
- ограничения пропускной способности каналов связи между узлами сети и сложности синхронизации отдельных реплик, связанные с этим ограничением[31]
- общее ограничение производительности блокчейна, связанное со спецификой работы алгоритмов консенсуса[32].

Разработка новых видов блокчейна зачастую связана с преодолением или обходом этих проблем и ограничений. При этом есть ряд функций, без которых не может обойтись ни одна система блокчейна:
- Данные сохраняются в структуре из цепочки блоков, в которой каждый блок связан с предыдущим. Изменение информации в блоке невозможно без внесения изменений во все последующие блоки.
- У каждого участника сети есть копия всех данных (всей цепочки блоков). Участники взаимодействуют между собой в одноранговом формате (peer-to-peer).
- Установлен механизм консенсуса — определённое взаимодействие узлов, обеспечивающее достижение согласия о правильности информации, записываемой в очередной блок цепочки и выбора включаемого в цепочку блока из нескольких возможных альтернатив.

Виталик Бутерин в статье «О публичных и частных блокчейнах» (2015 год) выделил три типа блокчейнов: публичные, частные и консорциумные. Бутерин отмечает, что возможно большое разнообразие смешанных форм (например, частные смарт-контракты на общедоступном блокчейне, шлюз обмена между публичным и частным блокчейнами), оптимальных для конкретной отрасли или решаемой задачи. В некоторых случаях открытость явно лучше, в других случаях просто необходим административный контроль.

### Публичные блокчейны
Публичные блокчейны общедоступны. Любой может читать блоки, отправлять в них информацию и участвовать в механизме консенсуса.
При этом пользователи могут оставаться анонимными. Такие блокчейны обычно полностью децентрализованы, то есть не имеют администраторов или центров доверия. Неизменность и целостность информации обеспечивают экономические стимулы и криптографические проверки с использованием таких механизмов, как доказательство выполнения работы или доказательство доли владения.
Публичные блокчейны обычно имеют существенные ограничения в объёме и скорости размещения данных в блоках.
Пользователи публичных блокчейнов во многом защищены от произвола разработчиков: разработчики изначально отказались от действий без согласования с представителями пользователей. С одной стороны, это увеличивает уверенность, что программа не будет иметь скрытых от пользователей функций. С другой стороны, при давлении со стороны государственных органов разработчики искренне могут говорить, что у них нет полномочий сделать это, даже если бы они хотели. При этом изменения в работе сети могут стать проблемой, поскольку не менее половины участников должны согласиться с нововведениями, но и это не защищает от разделения блокчейна на параллельные проекты, поддерживающие разные протоколы.
Большинство криптовалют используют публичные блокчейны.

### Частные блокчейны
В частных блокчейнах правом записи информации обладает только один участник или узлы, уполномоченные этим единственным администратором. Это централизованные персонифицированные системы, поскольку существует иерархия полномочий. Сбои можно быстро исправить вручную. Нет смысла применять доказательство выполнения работы или доказательство доли владения — информация без задержки попадает в блоки, формируемые по мере необходимости, и не требует дополнительного подтверждения, что максимизирует скорость работы сети и минимизирует стоимость транзакций. Однако сохраняется распределённый характер хранения данных, при котором узлы содержат полные копии в формате взаимосвязанных цепочек блоков. Доступ к информации может быть общим или иметь произвольные ограничения. Чаще всего речь идёт о системе передачи информации внутри одной компании, что не требует общего доступа ко всей информации, но может предусматривать общедоступную возможность аудита.
Несмотря на внутреннюю персонализацию, ограничения доступа к информации могут обеспечить в частных блокчейнах более высокий уровень конфиденциальности.
В частном блокчейне легко реализуются не только изменения правил, но и отмены транзакции, изменения информации и т. д. Это необходимо, например, в земельных кадастрах — без возможности исправить ошибки подобные системы могут стать неуправляемыми и утратить легитимность.
Если узлы начинают действовать злонамеренно, это легко обнаружить и заблокировать им доступ к сети.

### Консорциумные блокчейны
В консорциумных блокчейнах процесс согласования обеспечивается несколькими заранее оговорёнными равноправными узлами. Например, консорциум из 15 банков договаривается считать действительным блок с мультиподписью не менее 10 участников консорциума. Скорость появления новых блоков может быть весьма высокой. При этом участники концерна доступ к информации из блокчейна могут сделать как общедоступным, так и ограничить избранным кругом или ввести иные количественные, содержательные или временны́е ограничения. Эти блокчейны можно считать «частично децентрализованными».
Ограниченное количество доверенных узлов позволяет модернизировать систему гораздо проще, чем при публичном блокчейне. Но работа такой сети возможна только при условии, что основная часть узлов работает добросовестно.
Консорциумные блокчейны наиболее полезны для нескольких организаций, которым требуется единая платформа проведения транзакций или обмена информацией.

### Квантовая угроза
C появлением квантовых компьютеров возникли рассуждения о гипотетической угрозе взлома современных криптографических систем, в том числе используемых в блокчейне.
Исследователи из Корнеллского университета в 2017 году опубликовали научную работу «Квантовые атаки на биткойн и как от них защититься», в которой признают, что при появлении достаточно мощного квантового компьютера криптографические протоколы могут не выдержать атаки. Но последствия для блокчейн-систем зависят от выбранной цели.
Быстродействие реально существующих квантовых компьютеров не столь уж и высоко, а алгоритмы квантовых вычислений не универсальны — они не дают преимущества в задачах, требующих полного перебора вариантов. В исследовании делается вывод, что в последующие 10 лет (до 2027 года) применяемый в Биткойне и многих других криптовалютах алгоритм доказательства работы даже без изменений будет достаточно устойчив к потенциальному существенному ускорению вычислений, которые на практике смогут обеспечить квантовые компьютеры. При этом уже сейчас появились предложения по модернизации алгоритма доказательства работы (на основе поиска коллизий в результатах хеширования), который и при использовании квантовых компьютеров потребует значительного времени.
Более уязвима схема электронной подписи. В исследовании делается прогноз, что для существующих 64-битных открытых ключей Биткойна (которые легко получить непосредственно из блокчейна или после преобразования биткойн-адреса) к 2027 году квантовые компьютеры за приемлемое время смогут находить закрытые ключи. Это создаёт угрозу, что подписать транзакцию сможет не владелец закрытого ключа, а владелец квантового компьютера, взломавшего данный открытый ключ. В исследовании отмечается, что хотя квантовые алгоритмы такого взлома ещё не придуманы, но уже существуют и анализируются несколько альтернативных схем подписи, не дающих преимуществ квантовым компьютерам при взломе. Один из вариантов — использование одноразовых подписей. Примером одноразовой подписи может служить подпись Лэмпорта. Иная технология реализована в блокчейне Bytecoin — одноразовые анонимные подписи и адреса получаются при использовании модифицированного алгоритма кольцевой подписи.

## Применение вне сферы криптовалют
В настоящее время к технологии блокчейн проявляют интерес представители самых различных сфер. При этом степень заинтересованности компаний в разных секторах экономики значительно варьируется. Финансовый сектор активно готовится к повсеместному внедрению блокчейна. Многие авторы рассматривают исключительно варианты децентрализованных публичных блокчейнов, считая централизованные блокчейны «неправильными», вариациями устаревших административных технологий. Чаще всего возражения против частных или консорциумных блокчейнов носят скорее философский или бунтарский характер, хотя существуют классы задач, с которыми администрируемые или смешанные блокчейны справляются на порядок лучше децентрализованных.
15 крупнейших мировых корпораций основали компанию komgo SA, предназначенную для разработки Ethereum-платформы для финансирования торговли различными товарами (от нефти до пшеницы). В число компаний-основателей komgo SA вошли BNP Paribas, ING, Citigroup, Shell plc, The Bank of Tokyo-Mitsubishi UFJ, ABN AMRO и Crédit Agricole.

### Банковский сектор, инвестиции и биржи
В российском банковском секторе к технологии проявляют интерес такие компании как ВТБ и Сбербанк.
О разработках и планах использования технологии блокчейн заявили платёжные системы VISA, Mastercard, Unionpay и SWIFT.
Лондонское подразделение Дойче Банка Innovation Lab разрабатывает систему инвестиций на основе блокчейн-технологии, ускоряющую, упрощающую и удешевляющую процесс инвестирования за счёт исключения или сокращения роли посредников, адвокатов (поверенных), аудиторов и клиринговых агентов.
В июле 2017 года S7 Airlines и Альфа-банк запустили в эксплуатацию блокчейн-платформу автоматизации торговых операций с агентами на базе Ethereum.
В 2019 году Сбербанк получил премию Finaward в номинации «Пилот в блокчейне», за организацию и успешное размещение коммерческих облигаций мобильного оператора МТС с помощью смарт-контрактов на базе блокчейн-платформы Национального расчётного депозитария. Покупателем выступил Sberbank CIB (корпоративно-инвестиционный бизнес Сбербанка). Это первая в России сделка полного цикла, включая денежные расчёты по механизму «поставка против платежа», реализованная с использованием технологии распределённого реестра. Одной из задач размещения было «доказательство опытным путём преимуществ данного формата над классическим размещением облигаций».
В 2021 году в законодательство России было внесено понятие «Цифровые финансовые активы», которое обозначает различные права, которые создаются и изменяются путём внесения соответствующей информации в систему распределённого реестра. Первые операторы ЦФА были зарегистрированы ЦБ РФ в 2022 году, ими были проведены первые размещения ЦФА.
В июле 2022 года Центральный банк Индии начал использовать блокчейн-технологии для осуществления денежных переводов за рубеж.

### Земельный реестр
Швеция, Украина и ОАЭ планируют вести земельный реестр при помощи технологии блокчейн.
Правительство Индии борется с земельным мошенничеством при помощи блокчейн. Андхра-Прадеш стал первым индийским штатом, где правительство предприняло шаги по внедрению блокчейн-решений. Для этого в городе Вишакхапатнам будет создан технологический парк при участии блокчейн-компаний Apla, Phoenix и Oasis Grace.
В первом полугодии 2018 года будет проводиться эксперимент по использованию технологии блокчейн в целях мониторинга достоверности сведений Единого государственного реестра недвижимости (ЕГРН) на территории Москвы.

### Удостоверение личности
В 2014 году основана компания Bitnation, предоставляющая услуги традиционного государства, такие как удостоверение личности, нотариат и ряд других.
В июне 2017 Accenture и Microsoft представили систему цифровых удостоверений личности на блокчейне.
В августе 2017 правительство Бразилии начало тестирование системы удостоверений личности на блокчейне.
Финляндия идентифицирует беженцев при помощи блокчейн-технологий.
В Эстонии работает блокчейн-система электронного гражданства.

### Платёжное средство
Всемирная продовольственная программа использует технологию блокчейн для обеспечения беженцев продовольствием через существующие на местах торговые точки и сети вместо непосредственной раздачи продовольствия или выдачи беженцам наличных денег для покупки продуктов. Идея принадлежит Хуману Хададу (Houman Haddad). Для идентификации получателей продовольствия используется биометрия (сканирование радужной оболочки глаза). Экономия в 2018 году за счёт применения этой технологии только в Иордании составила 150 000 долларов в месяц.

### Игровая индустрия
На основе технологий блокчейн и умных контрактов можно игровые предметы представить в форме уникальных невзаимозаменяемых токенов (NFT).

### Онлайн-голосование
Технология блокчейн может использоваться для проведения онлайн-голосований. Такие голосования могут проводиться как частными лицами, компаниями, так и на государственном уровне. Для обеспечения анонимности и при этом гарантии отсутствия двойного голосования может применяться алгоритм прослеживаемой кольцевой подписи.

### Строительный бизнес
В августе 2022 года Альфа-банк и Gaskar Group провели пилотирование созданной ими цифровой системы для взаиморасчётов между заказчиком и подрядчиками по строительно-монтажным работам на базе блокчейн-платформы.

### Логистика
Технологию блокчейн используют для контроля качества в цепочках поставок товаров. Walmart, Unilever, Nestle и Dole отслеживают состояние пищевых продуктов из разных стран. Lynx, дочерняя компания Alibaba, ведёт учёт данных по импортированным грузам. Microsoft в партнёрстве с поставщиком решений для отслеживания перевозок Adents разработали платформу для сквозного контроля цепочки поставок. ShipChain занимается отслеживанием грузов от производства до потребителя.

## Критика
Международная межбанковская система передачи информации и финансовых транзакций SWIFT заявила об опасности нереалистичных ожиданий в отношении ажиотажа вокруг технологий цепочки блоков и распределённых реестров в банковской среде.
Американский экономист Нуриэль Рубини подверг критике технологию блокчейн, заявив, что за десятилетие у данной технологии так и не появились общие и универсальные базовые протоколы, как сделавшие Интернет общедоступным TCP/IP и HTML. Также Нуриэль Рубини считает, что обещание децентрализованных транзакций без посредников остаётся «сомнительной, утопической мечтой».
Китайская академия информационных и коммуникационных технологий (CAICT) недавно завершила исследование блокчейн-проектов и показала, что около 92 % из них терпят неудачу, а средний срок реализации составляет 1,22 года.

## В России
В июле 2017 года в Новгородской области планировалась работа по запуску пилотного проекта по внедрению технологии блокчейн в работу Росреестра. В проекте должны были участвовать Внешэкономбанк и Агентство по ипотечному жилищному кредитованию.
По поручению президента Татарстана экспертами компании «Киви платформа» проведено исследование о применимости технологии блокчейн в государственном управлении, и предложено внедрение технологии блокчейн в системы межведомственного документооборота, нотариата, учёта дипломов, голосования, здравоохранения, земельного кадастра, цифровой личности, регистрационных действий (гражданских состояний). Решения находятся в стадии рассмотрения.
Сбербанк и SWIFT в ходе конференции Sibos 2017 в Торонто «договорились о координации шагов по оценке возможности применения технологии блокчейн в платформах межбанковских расчётов. Платформа SWIFT использует возможности распределённого реестра, построенного на технологии блокчейн, для выверки информации по платежам в режиме реального времени.».
18 октября 2017 года Внешэкономбанк и правительство Новгородской области на международном форуме «Открытые инновации» в Москве объявили о запуске в сентябре пилотного проекта по созданию системы контроля за обеспечением жителей области лекарственными препаратами. Губернатор области сообщил, что «использование технологии блокчейн при мониторинге всей цепочки поставок лекарственных препаратов позволит предотвратить злоупотребления и выявить нелегальный оборот дорогостоящих лекарств, а также сократить случаи смертности по причине приёма некачественных лекарств». В декабре 2017 года планируется завершить тестирование рабочего прототипа проекта.
19 октября 2017 года стало известно, что правительство Москвы готово предоставить Росреестру вычислительный сервер для внедрения технологии блокчейн при регистрации недвижимости.
1 февраля 2018 года «Газпром нефть» и «Газпромнефть-Снабжение» сообщили об успешном тестировании технологии блокчейн и концепции интернета вещей в логистике. Успешная реализация пилотного проекта подтвердила возможность применения технологии блокчейн в управлении цепочками поставок.
4 июня 2019 года сеть магазинов «Дикси» перевела взаимодействие с поставщиками на блокчейн-платформу «Факторин».
16 декабря 2019 сеть магазинов «Магнит» запустила открытую блокчейн-платформу по управлению цифровой рекламой, созданную в партнёрстве с Aggregion при технологической поддержке Microsoft. Платформа в режиме self-service предоставляет маркетологам доступ к обезличенным структурированным данным аудитории розничной сети с возможностью сегментировать клиентов по более чем 100 поведенческим атрибутам и нескольким тысячам категориям товаров.
По данным на конец 2019 года в число лидирующих отраслей российской экономики, успешно применяющих блокчейн, входят энергетика, добывающая и обрабатывающая промышленность, сфера финансов и логистика.
В июле 2021 года компания МТС приобрела контрольный пакет акций в блокчейн-платформе Factorin. Оператор планирует начать оказывать услуги факторинга с использованием блокчейна.
В январе 2022 года ЦБ опубликовал доклад, в котором описаны жёсткие меры по регулированию криптовалют в России.